# Iván Hernández (boxe anglaise)
Pour les articles homonymes, voir Iván Hernández.
Iván Hernández est un boxeur mexicain né le 24 novembre 1982 à Mexico.

## Carrière
Passé professionnel en 2000, il devient champion du monde des poids super-mouches WBO le 25 septembre 2004 après sa victoire par KO au 8e round contre Mark Johnson. Hernández cède sa ceinture dès sa première défense le 9 avril 2005 aux dépens de son compatriote Fernando Montiel par KO au 7e round. Il met un terme à sa carrière en 2013 sur un bilan de 28 victoires, 8 défaites et 1 match nul.